# San Miguel Tilquiapam
San Miguel Tilquiapam è un comune del Messico, situato nello stato di Oaxaca.